# Пастернацький Федір Гнатович
Федір Гнатович Пастернацький (рос. Фёдор Игнатьевич Пастернацкий; 25(13) грудня 1845 року, Дукора, Ігуменський повіт, Російська імперія, наразі Мінська область, Білорусь — 20(7). серпня 1902 року, село Пятевщина, наразі Мінська область) — терапевт білоруського походження, професор, науковець, відомий дослідженнями нирок, розробкою засад бальнеотерапії і курортології.

## Біографія
Походить із старовинного дворянського роду Пастернацьких. Народився в сім'ї священика Ігнатія Іоанновича Пастернацького та його дружини Ганни Федорівни, уродженої Сіткевич. Середню освіту отримав у Мінській духовній семінарії. Закінчив медичний факультет Київського імператорського університету Святого Володимира в 1871 році. Учень професора Василя Тимофійовича Покровського. Викладав у військово-фельдшерській школі в Києві. У 1873—1878 роках працював ординатором терапевтичної клініки Київського університету. У 1877—1878 рока також був старшим лікарем й уповноваженим Київського госпіталю Червоного Хреста.
У 1879 році зарахований молодшим ординатором до Брест-Литовського військового госпіталю і невдовзі переведений до клінічного госпіталю Санкт-Петербурзької Військово-медичної академії, де виконував обов'язки асистента клініки діагностики та загальної терапії професора Ю. Т. Чуднівського. У 1888 році при Військово-медичній академії у Петербурзі захистив дисертацію на тему «Про дію жарознижуючих — таллінна, антипірину та антифебрину на внутрішню та зовнішню температуру та на втрату тепла шкірою організму, в якому йде гарячка», отримав науковий ступінь доктора медицини, був габілітований і призначений приват-доцентом у клініці внутрішніх хвороб. Став там надзвичайним професором у 1891 році, а в 1893 році призначений професором госпітальної терапії у Військово-медичній академії. Скоро став завідувачем цієї кафедри, пропрацювавши там до самої смерті.

## Науковий доробок
Наукові дослідження, що проводилися в клініці госпітальної терапії, були присвячені вивченню етіології та особливостям клінічних проявів різних хвороб, лікування, клімато- та бальнеотерапії їх. Велика увага була приділена біохімічним змінам крові при різних хворобах та впровадженню рентгенологічних методів діагностики. Активну участь у дослідженнях взяли учні Пастернацького. Під його головуванням опубліковано понад 150 наукових робіт, серед яких основну частину склали дисертаційні роботи.
Пастернацький надавав великого значення біологічним підходам у розвитку медицини, вважаючи, що її прогрес відбувається паралельно з успіхами природознавства. Відштовхуючись від розуміння організму як єдиного цілого, де «розлад однієї частини відбивається на всьому організмі зміною життєдіяльності інших частин його», важливу роль у розвитку захворювань надавав нервовій системі. Значну увагу Пастернацький приділяв проблемі конституційних особливостей організму та спадковості, вважаючи, що вони відіграють істотну роль у формуванні патології. Він вважав, що діагноз повинен формулюватися на основі етіологічних, морфологічних і функціональних даних. При його визначенні слід «назвати» хворобу, а ще потрібно розв'язати питання, чому даний пацієнт захворів в умовах довкілля, внаслідок чого уражений саме цей орган і хвороба перебігає саме так, а не інакше. Вважав, що для цього необхідно ретельно зібрати анамнез і провести повне фізикальне обстеження пацієнта. При призначенні лікування попереджав, що «від захоплення упередженої думки та шаблону специфічної терапії», наголошуючи на вагомості науково обґрунтованої «індивідуалізованої» терапії.
Найбільшу зацікавленість Пастернацький виявив до захворювань, формування яких розглядав як складну реакцію організму на шкідливий вплив довкілля. Найретельніше свої погляди виклав у монографії «Пієліт», де написав: «Приймаючи цілком вчення про сечокислий діатез як умову, що привертає увагу до утворення ниркових каменів, ми, однак, далекі від визнання неминучості цього явища. Визнаючи також, що соціальне становище, рід занять і їжа (сидячий спосіб життя при хорошому м'ясному столі і т. д.) посилюють схильність до цієї хвороби, ми, однак, думаємо, що не слід перебільшувати значення цих умов, які мають значення лише за наявності інших умов». Іншими чинниками він вважав запалення у лоханках нирок і порушення водного обміну. Основне значення у розвитку запалення надавав інфекції.
Пастернацький запропонував як діагностичні при хворобах нирок низку прийомів обстеження, які потім помилково пов'язували із зарубіжними науковцями і не завжди правильно проводили. Одним із перших при патології нирок науковець виявив області підвищеної чутливості шкіри (зони Геда), описав рефлекторну анурію під час ниркової кольки, виявив зв'язок гонореї не тільки з пієлонефритом, але й із хворобами інших органів, що пізніше описав німецький лікар Е. Лейден. Описав симптом, що в російськомовній літературі носить його ім'я. Вимагав при цьому турботливого ставлення до хворого, завжди попереджав про певну небезпеку цього діагностичного прийому при нирковій кольці: «Необережне постукування при цьому, навіть при хронічному пієліті, здатне спричинити досить сильний біль не тільки у відповідній нирці, але й у відповідній стороні грудей підребер'я до надчеревної області і до напрямку пупку; у хворих із занадто підвищеною чутливістю, особливо у нервових жінок, необережним постукуванням можна спричинити напад істерики або навіть непритомність від сильного болю». Обстеження він радив починати з перкусії. На ділянку нирки пацієнта, що стояв або сидів, слід було наложити плесиметр або кисть лівої руки з розсунутими пальцями, потім молоточком або одним чи двома пальцями правої руки по черзі проводилося постукування по плесиметру або ж пальцях лівої кисті. Пастернацький радив супроводжувати перкусію питанням до обстежуваного про наявність болю. Якщо він не відчував біль, слід було спробувати спричинити струс нирки для отримання больового відчуття через вже обережне биття поперекової області. Задля цього, надавши тулубу хворого, що стояв, пряме або злегка зігнуте вперед положення, кисть лівої руки поміщали на поперекову область, а зовнішнім краєм долоні іншої руки вдаряли по ній, спочатку легко, а потім поступово посилюючи удари. Допустимо визначення симптому в положенні пацієнта на спині — підводячи кисть руки під поперекову область і завдаючи поштовхоподібних ударів знизу вгору. Запропонував метод пальпації нирок у колінно-долонному положенні.
Крім патології нирок Пастернацький вивчав й інші захворювання. Описав клінічні прояви поєднаних тифозних хвороб і кілька випадків сапу. Ряд наукових творів присвячений патологічним станам і захворюванням, які рідко зустрічаються, як то дискордантне (нерівномірне) скорочення правої і лівої половин серця при складних серцевих вадах, гліосаркома правої мозкової гемісфери, інкапсульований абсцес мозочка тощо.
Вивчав разом зі співробітниками дію на організм людини впливу загального та місцевого підвищення температури, електричного струму на функцію травного тракту, лікувальне застосування меду тощо.
Ґрунтовно вивчав властивості мінеральної води та її вплив на людський організм. Радив багатьом своїм пацієнтам лікуватися коров'ячим молоком, розведеним мінеральною водою «Нарзан». У Кисловодську, наприкінці 1880-х — початку 1890-х років, Пастернацький винайшов спосіб насичення молока «рідкою вугільною кислотою». Він сконструював простий в обігу і зовсім недорогий прилад, за допомогою якого і здійснював процес насичення. За даними досліджень, які провів Пастернацький і його послідовники, газоване молоко має той же склад, ті ж смакові та лікувальні властивості, що й звичайне. Проте таке газоване молоко засвоюється швидше та якісніше.
Велику увагу Пастернацький приділяв узагальненню та подальшому аналізу клінічних і лабораторних даних при різних захворюваннях. Він писав: «Ми повинні прагнути того, щоб не тільки виявити вид патологічних явищ, але й знайти спосіб вимірювати загальні величини, внаслідок чого була б отримана можливість значних узагальнень із цілих сотень і тисяч однорідних випадків». Розробив графічний метод обробки даних, виявлених під час обстеження пацієнтів. Таким чином вивчалася гарячка, зміни при ураженні органів кровообігу, сечовидільної та інших систем організму.
Він був одним з організаторів Всеросійської гігієнічної виставки у 1894 році. У 1898 році за його ініціативи в Петербурзі скликано 1-й Всеросійський з'їзд із кліматології, бальнеології та гідробіології. У «Російському товаристві охорони народного здоров'я» було створено секцію з бальнеології, головою якої став Пастернацький. Він очолював роботу лікарів і метеорологів зі збирання відомостей та розробки даних про курорти Російської імперії. Обіймав посаду консультанта з бальнеології при відомстві установ імператриці Марії Федорівни, брав активну участь у роботі комісій при міністерстві землеробства та державного майна з «устрою та належного користування природними дарами Чорноморського узбережжя Кавказу».

## Педагогічна діяльність
Педагогічну діяльність Пастернацький розпочав ще в Київському університеті у госпітальній терапевтичній клініці професора В. Т. Покровського, надалі вона тривала у Санкт-Петербурзькій військово-медичній академії. Як асистент кафедри діагностики та загальної терапії, навчаючи студентів 3-го курсу, він вимагав ретельного, проведеного за певною схемою обстеження пацієнтів. Оглядаючи їх у присутності студентів, він завжди коментував свої дії, пояснював. Під час керівництва клінікою госпітальної терапії на перше місце у навчальному процесі ставив освоєння практичних навичок і розвиток самостійності у студентів 5-го курсу. Багато уваги приділяв оволодінню майбутніми лікарями різних процедур і маніпуляцій, як то підшкірні ін'єкції, промивання шлунка, масаж тощо.
Доктор медицини І. І. Лікуді писав про Пастернацького: «Будучи завжди сам вкрай обережним новатором у всьому, що стосувалося переважно практичної, прикладної медицини, дотримуючись насамперед інтересів хворого, він неодноразово своїм спокійним позитивним тоном утримував своїх учнів від надмірних захоплень нововведеннями терапії, вчив віддавати перевагу завжди „добре вивченому старому на відміну від маловідомого нового“, і, що всього дорожче, вчив об'єктивності у клінічних спостереженнях — вчив умінню придивлятися до хворого, спостерігати хворого та зі спостережень робити логічний висновок. Його ставлення до хворих завжди служило зразком для початківця практичну діяльність лікаря. Кращого вміння „підійти“ до хворого, привернути його до себе після 10-15 хвилин бесіди, підбадьорити падаючого духом і вселити підйом енергії — важко собі уявити. Тяжкохворий після поїздки в Гагри, коли хронічний процес загострився після перенесеного там грипу, Федір Ігнатович, незважаючи на вмовляння оточуючих, продовжував працювати до кінця навчального року, щодня приїжджаючи в клініку, не пропустивши жодної лекції та особисто проекзаменувавши всіх, хто закінчив курс».
Знання Пастернацького завжди були систематизованими. За його виразом «клабкуватих знань» він на дух не виносив. На клінічних обходах від студентів і лікарів жадав докладних, логічно обґрунтованих доповідей та індивідуального підходу до кожного хворого. Вважав недостатнім спостереження хворих лише у лікарняній обстановці, тому ввів відвідування амбулаторних пацієнтів вдома.
Завдяки ініціативі Пастернацького з 1893 року проводилися клінічні «бесіди», де обговорювалися новини медичної науки, результати проведених досліджень в клініці госпітальної терапії, демонструвалися пацієнти. Учасниками «бесід» були студенти, лікарі та співробітники кафедри. Згодом «бесіди» стали популярними, перетворилися на конференції. Завдяки делікатності та такту Пастернацького ніхто з учасників не вагався поставити будь-яке питання, висловити свою думку. Виступи професора завжди мали характер доброзичливої критики, у яких не було й тіні педантства. Відзначаючи риси наукової роботи, він одразу визнавав наявну в ній позитивність, а коли торкався переваг, то не приховував і недоліків. Тим, хто мав схильність до дослідництва, радив шукати свій напрямок у науці: «Наслідування навряд чи вчить, а що воно поневолює, це безперечно».
Велике значення надавав формуванню моральних якостей у студентів, душевного сприяння хворим, прагнув, щоб вони вивчали як саі хвороби, так й «увійшли у становище самого пацієнта». Розділяв міркування А. П. Чехова про запровадження на медичних факультетах навчальної дисципліни «Внутрішня патологія страждань», де майбутні лікарі могли б осягнути суб'єктивні переживання пацієнтів.
Багато зроблено для удосконалення лікувально-педагогічного процесу: на кафедру придбано різні прилади та пристрої, як то кардіограф, уретроскоп, фотоапарат тощо. Пастернацький створив зразкову клініку з лабораторіями та фізіотерапевтичним відділенням. Бактеріологічну лабораторію очолював відомий мікробіолог та епідеміолог М. Ф. Гамалія.
Не маючи великих здібностей оратора, Пастернацький систематично та образно викладав матеріали лекції. Його проста і невигадлива мова привертала увагу як змістом, так і логікою побудови. На лекціях завжди йшла демонстрація пацієнтів, яких він докладно розбирав.
Не було випадку, щоб словом чи, навіть, інтонацією він виявив свою перевагу. Слово «я» у нього було рідкісним. Все балакуче та настирливе його дратувало, змушуючи швидко замовкати. Проте до скорбот і радощів друзів він ставився з делікатністю та співчуттям. Небагатослівний, він мав хист уважно слухати, тому й складалося враження, що він є енергійним учасником бесіди. Мовчазний взагалі й скупий у словах, у дружній бесіді ставав жвавим і балакучим — його промова лилася широко і вільно. Свої здібності оцінював скромно: «Ми загалом зроблені з поганої глини: нагріваємося дуже швидко, але жар зберегти тривало не вміємо». Багато читав класиків літератури. Говорив таке: «Знайомство з великими умами, допомагає зрозуміти психологію людини, вчить любові до людей, співчуття, терпимості та смиренності». Напучуючи молодих лікарів, закликав цінувати час: «Життя людини — дорога, яку дано пройти лише один раз. Повернутись назад і щось змінити він не може». Суперечки не любив, тому що вважав, якщо думка створилася самостійно, то вона схожа на цвяхи — чим сильніше по них бити, тим глибше вони можуть увійти. Усі близьки знали, що за поштивими манерами та благодушністю професора ховалися воля, цілеспрямованість, вимогливість і чесність, які не мали компромісів.
За поглядами був русофілом, був проти схиляння перед Заходом, часом жартівливо декламував: «У нас чужа голова, А переконання серця тендітні. Ми — європейські слова. І азійські вчинки.»

## Останні роки життя
Часто приїздив на батьківщину, де надавав безоплатну медичну допомогу не лише мешканцям Пятівщини, де проживав, але й сусідніх сіл. За рік до смерті зробив велику подорож Білоруським Поліссям задля медико-топографічного обстеження регіону. Зібрав багатий матеріал, якій не встиг підготувати до друку, через передчасну смерть від хронічного інтерстиціального нефриту і хронічної ниркової недостатності.

## Основні твори
- «Кисловодск и его лечебные средства» (СПб., 1891 г.)
- «Климатологические пункты на Черноморском побережье Кавказа» (СПб., 1899 г.)
- «Пиелит» (СПб., 1907 г.)